# Beresa (Handelsunternehmen)
Die Beresa Gruppe ist eine Automobil-Handelsgruppe der Marken Mercedes-Benz, Smart und Hyundai mit Hauptsitz in Münster.
Beresa unterhält 19 Standorte in den Großräumen Münsterland, Osnabrücker Land, Bielefeld und Hannover. Damit gehört das Unternehmen zu den größten Autohandelsgruppen der Mercedes-Benz Organisation. Insgesamt beschäftigt Beresa laut eigenen Angaben über 1.400 Mitarbeiter. Der Gruppen-Umsatz 2023 betrug rund 1.028 Millionen Euro.

## Geschichte

### Gründung und Anfangsjahre (1911–1945)
1911 gründeten Paul Meine und Carl Stratemann das Unternehmen unter dem Namen „Auto-Centrale Münster Carl Stratemann & Co.“ Ein Jahr später schied Namensgeber Stratemann bereits wieder aus dem Unternehmen aus, während Meine die Generalvertretung der Benz & Cie. im Münsterland übernahm. Später wird auch der Beckumer Unternehmer Joseph Renfert als Mitgründer genannt und das später vor allem als Handelsunternehmen auftretende Unternehmen als „Automobilfabrik“ bezeichnet.
Durch die Übernahme des Beckumer Motorradherstellers „Motoren- und Motorradfabrik Beresa-Werke AG“ im Jahre 1924 kam das Unternehmen zu seinem Namen. Dieser setzt sich aus den beiden Anfangsbuchstaben der Gründer der Beresa-Werke Beckmann, Renfert und Sanftenberg zusammen.
1926 intensivierte Beresa die Zusammenarbeit mit der Daimler-Benz AG. In den 1930er Jahren wurden aber auch Fahrzeuge unter anderem der Marken Hanomag und DKW vertrieben. 1931 erwarb Wilhelm Burg, der 1924 in die Firma eingetreten war, Anteile und wurde so Mitinhaber des Unternehmens.
Anfang 1937 erfolgte die Umwandung in eione Offene Handelsgesellschaft mit Meine und dem Kaufmann Wilhelm Burg als persönlich haftenden Gesellschaftern. 1941 verlegte das Unternehmen seine Geschäftsräume von der Adolf-Hitler-Straße in den Albersloher Weg 43.

### Expansion (1945–1988)
Mit Ende des Zweiten Weltkrieges 1945 begannen Paul Meine und Wilhelm Burg gemeinsam mit neun Mitarbeitern den Wiederaufbau des Unternehmens. Drei Jahre später war dieser Wiederaufbau abgeschlossen.
1954 begann mit der zunehmenden Mobilität eine Expansion von Beresa. Eine erste Außenstelle wurde in Nordhorn eröffnet, vier Jahre später im westfälischen Emsdetten. In Münster eröffnete das Unternehmen 1959 eine Ausstellungshalle mit Verkaufsräumen am Servatiiplatz.
Wilhelm Burg wurde im Jahre 1961 Alleineigentümer. 1963 siedelte er das Unternehmen an den Meckmannweg um, wohin zunächst die LKW-Werkstatt samt Ersatzteillager verlegt wurde, der Umzug des Hauptbetriebes dorthin erfolgte 1971. 1965 wurde in Coesfeld ein weiterer Betrieb gegründet (geschlossen 2021).
Ab 1977 firmierte das Unternehmen unter dem Namen „Beresa-Automobilgesellschaft Wilhelm Burg GmbH & Co. KG“.
In Steinfurt-Borghorst wurde im Jahre 1987 der fünfte Standort des Unternehmens eröffnet. 1988 wurde die BERESA-Leasing-Gesellschaft gegründet.

### Fusion (seit 1992)
Nach der Wiedervereinigung Deutschlands wurde im Jahre 1992 die „Beresa Autozentrum Anhalt GmbH“ als Zweiggesellschaft für Sachsen-Anhalt gegründet. In den folgenden Jahren eröffnete man Autohäuser in Dessau (Hauptsitz), Bernburg und Zerbst sowie einen Vertriebsstandort in Wittenberg.
1998 gründete Beresa das Smart-Center Münster mit einem Stützpunkt in Osnabrück.
Im Jahre 2001 fusionierte Beresa mit dem Mercedes-Benz-Händler Patberg, der mit sechs Standorten in der Region Osnabrück in direkter Nachbarschaft zu Beresa seit Jahrzehnten bestand. Durch diese Fusion wurde Beresa laut eigenen Angaben zum zweitgrößten Mercedes-Benz-Partner Europas mit einem der größten Vertragsgebiete. Ein Jahr später wurde auch die Vertragswerkstatt Frintrup in Dülmen übernommen.
2005 eröffnete Beresa einen Nutzfahrzeug-Standort in Greven-Reckenfeld, unweit des Flughafens Münster-Osnabrück, ein Jahr später in Senden-Bösensell. 15 Jahre später wurde am Flughafen das Beresa AirportCenter (BAC), ein Logistik- und Administrationszentrum mit Kapazität für die Aufbereitung von rund 20.000 PKW und Transportern pro Jahr, eröffnet.
2006 wurde die Wilhelm Burg GmbH gegründet, die nun als persönlich haftende Gesellschafterin aller Unternehmen innerhalb der Gruppe in Erscheinung tritt.
Nach Modernisierungsmaßnahmen eröffnete der Betrieb in Osnabrück im Januar 2011 neu, 2012 der in Ibbenbüren. Im Frühjahr 2014 begann der Bau des neuen Hauptstandortes in Münster-Loddenheide. Nachdem die Daimler AG den konzerneigenen Mercedes-Benz-Vertrieb neu ausrichtete übernahm Beresa die Mercedes-Benz eigenen Niederlassungen in Bielefeld, Gütersloh und Detmold ab Ende 2015 mit über 350 Mitarbeitern. Das neu übernommene Unternehmen mit Hauptsitz in Bielefeld firmiert als „Beresa OWL GmbH & Co. KG“.
Im Jahr 2016 wurde das Autozentrum Anhalt mit den Standorten Dessau, Bernburg‚ Zerbst und Wittenberg verkauft. 2019–2020 wurde der Standort Bielefeld umgebaut, nachfolgend der Standort Osnabrück.
Seit dem Jahr 2021 vertritt die Autohandelsgruppe Beresa auch die Marke Hyundai. Hyundai-Vertretungen finden sich an den Standorten Detmold, Nordhorn und Osnabrück. 2024 wurde Autohaus Pagel mit Standorten in Hannover und Garbsen übernommen. Hier werden ebenfalls Hyundai-Fahrzeuge verkauft.